# ورا گبوهر
ورا گبوهر (انگلیسی: Vera Gebuhr؛ ‏ ۱۵ مهٔ ۱۹۱۶ – ۲۲ دسامبر ۲۰۱۴) بازیگر اهل دانمارک بود. وی بین سال‌های ۱۹۳۷ تا ۲۰۰۵ میلادی فعالیت می‌کرد.
از فیلم‌ها یا برنامه‌های تلویزیونی که وی در آن نقش داشته‌است، می‌توان به اروپا، مده‌آ، قلمرو و گرترود اشاره کرد.